# Blue Cheer (album)
| Recensione       | Giudizio |
| ---------------- | -------- |
| AllMusic         | [ 1 ]    |
| Robert Christgau | B        |
| Sputnikmusic     | 3.2      |

Blue Cheer è il quarto album dell'omonimo gruppo musicale statunitense, per la prima volta in quattro in organico fisso, pubblicato nel dicembre del 1969 dalla Phillips Records
e prodotto da Michael Sunday.

## Tracce
Lato A
1. Fool – 3:31 (Gary Lee Yoder, Gary R. Grelecki)
2. You're Gonna Need Someone – 3:32 (Bruce Stephens, Norman Mayell)
3. Hello L.A., Bye-Bye Birmingham – 3:31 (Delaney Bramlett, Mac Davis)
4. Saturday Freedom – 5:55 (Bruce Stephens)
5. Ain't That The Way (Love's Supposed to Be) – 3:10 (Dickie Peterson, Ralph Burns Kellogg)

Lato B
1. Rock and Roll Queens – 2:42 (Dickie Peterson, Ralph Burns Kellogg)
2. Better When We Try – 2:48 (Ralph Burns Kellogg)
3. Natural Man – 3:35 (Dickie Peterson, Ralph Burns Kellogg)
4. Lovin' You's Easy – 3:59 (Bruce Stephens)
5. The Same Old Story – 4:12 (Gary R. Grelecki, Gary Lee Yoder)

## Formazione
Gruppo
- Bruce Stephens - voce (brani A2, A4, B2 & B4)
- Bruce Stephens - chitarra, accompagnamento vocale
- Ralph Burns Kellogg - tastiera
- Dickie Peterson - voce (brani A1, A3, A5, B1, B3 & B5)
- Dickie Peterson - basso
- Norman Mayell - batteria, percussioni

Altro personale
- Michael Sunday - produzione
- Eric Albronda - assistenza alla produzione
- Russ Gary - ingegneria del suono
- Baron Wolman - fotografie
- John Craig - design copertina album
- Richard Germinaro - liner[4]